# 지토세촌 (지바현)
지토세촌(千歳村)은 지바현 아와군에 일찍이 존재했던 촌이다. 현재의 미나미보소시 동부에 해당한다.

## 역사
- 1889년 4월 1일 - 정촌제 시행에 의해 아사이군 지토세촌이 성립하였다.
- 1897년 4월 1일 - 아사이군이 아와군에 편입되었다.
- 1930년 8월 1일 - 지토세 임시정류장이 역으로 승격되었다.
- 1954년 8월 1일 - 지쿠라정과 합병해, 새로운 지쿠라정이 신설되어, 동일 지토세촌은 폐지되었다.
- 2006년 3월 20일 - 아와군 도미우라 정, 도미야마 정, 미요시 촌, 시라하마 정, 지쿠라 정, 마루야마 정, 와다 정이 합병해 미나미보소 시가 성립되었다.

## 교통

### 철도
- 국철（현 JR동일본）
  - 소토보선：지토세역